# Koga (Fukuoka)
Koga (jap. 古賀市 Koga-shi) – miasto w Japonii, w prefekturze Fukuoka, na wyspie Kiusiu.

## Historia
1 kwietnia 1955 roku powstało miasteczko Koga, w wyniku połączenia miejscowości z dwoma wioskami. 1 października 1970 roku Koga zdobyła status miasta.

## Populacja
Zmiany w populacji Kogi w latach 1970–2015:
| Rok  | Populacja |
| ---- | --------- |
| 1970 | 25 195    |
| 1975 | 28 821    |
| 1980 | 35 562    |
| 1985 | 41 311    |
| 1990 | 45 725    |
| 1995 | 51 244    |
| 2000 | 55 476    |
| 2005 | 55 943    |
| 2010 | 57 920    |
| 2015 | 57 959    |